# カンデラリア・ヘレラ
カンデラリア・ルシア・ヘレラ・ロドリゲス（Candelaria Lucia Herrera Rodriguez、1999年1月28日 - ）は、アルゼンチンの女子バレーボール選手。ポジションはミドルブロッカー。アルゼンチン代表。

## 来歴

### クラブチーム
サンフアン出身。2014年、Universidad de Jáchalへ入団。2015年、C.A Villa Doraへ移籍し、2015/16シーズンのアルゼンチン国内リーグでは優勝を果たした。2017年、アメリカのフロリダ A&M大学に進学した。2018年、アイオワ州立大学に編入し、NCAA女子バレーボール選手権に出場した。在学中の2020/21シーズンはGimnasia y Esgrima La Plataの選手としてアルゼンチン国内リーグで準優勝した。2020年12月、フランスのLevallois Paris Saint-Cloudへの加入が発表され、2022/23シーズンのフランスリーグAでは3位となった。2023/24シーズンにはフランスリーグでチームを優勝へ導き、自身はベストミドルブロッカー賞を受賞した。2024/25シーズンからはアメリカプロリーグのLOVBに参戦する。

### 代表チーム
アンダーカテゴリーの代表として2013年、U-19世界選手権に出場した。2014年、U-18南米選手権で銀メダルを獲得し、ベストミドルブロッカー賞を受賞した。2015年、U-19世界選手権に出場した。2016年、U-20南米選手権で銀メダルを獲得した。2017年、U-21パンアメリカンカップで銀メダルを獲得した。2019年、シニア代表に初選出され、チャレンジャーカップでデビューした。同年8月の東京五輪大陸間予選に出場した。2021年、東京五輪の最終メンバーに選出され、本大会では4試合にスタメン出場した。2022年、オランダで開催された世界選手権に出場し、合計24本（1試合あたり2.67本）のブロック本数を決め全選手で10位にランクインした。2023年8月の南米選手権では銀メダルを獲得し、自身はベストミドルブロッカー賞を受賞した。同年9月、パリ五輪予選に出場した。2024年、チャレンジャーカップに出場した。

## 球歴
- オリンピック - 2021年
- 世界選手権 - 2022年
- チャレンジャーカップ - 2019年、2024年
- オリンピック予選 - 2023年
- 南米選手権 - 2023年

## 受賞歴
- 2014年 - U-18南米選手権 ベストミドルブロッカー賞
- 2015年 - U-21パンアメリカンカップ ベストミドルブロッカー賞
- 2016年 - U-23パンアメリカンカップ ベストミドルブロッカー賞
- 2023年 - 南米選手権 ベストミドルブロッカー賞
- 2024年 - 2023/24フランスリーグA ベストミドルブロッカー賞

## 所属クラブ
- Universidad de Jáchal（2014-2015年）
- C.A Villa Dora（2015-2017年）
- フロリダ A&M大学（2017-2018年）
- アイオワ州立大学（2018-2022年）
- Gimnasia y Esgrima La Plata（2020-2021年）
- Levallois Paris Saint-Cloud（2021-2024年）
- LOVBオマハ（2024年-）